# Đội tuyển bóng đá quốc gia Algérie
Đội tuyển bóng đá quốc gia Algérie (tiếng Ả Rập: منتخب الجزائر لكرة القدم; tiếng Pháp: Équipe d'Algérie de football) là đội tuyển của Liên đoàn bóng đá Algérie và đại diện cho Algérie trên bình diện quốc tế.
Algérie là một trong những đội bóng mạnh nhất châu Phi. Thành tích tốt nhất của đội cho đến nay là lọt vào vòng 16 đội của World Cup 2014, tấm huy chương vàng của đại hội Thể thao toàn Phi 1978 và hai chức vô địch Cúp bóng đá châu Phi giành được vào các năm 1990, 2019.

## Danh hiệu
- Cúp bóng đá châu Phi: 2

Vô địch: 1990, 2019
Á quân: 1980
Hạng ba: 1984; 1988
- Bóng đá nam tại African Games:

 1978

## Thành tích tại các giải đấu

### Giải vô địch bóng đá thế giới
| Năm           | Kết quả                             | St                                  | T                                   | H                                   | B                                   | Bt                                  | Bb                                  |                          |
| ------------- | ----------------------------------- | ----------------------------------- | ----------------------------------- | ----------------------------------- | ----------------------------------- | ----------------------------------- | ----------------------------------- | ------------------------ |
| 1930 đến 1962 | Không tham dự Là thuộc địa của Pháp | Không tham dự Là thuộc địa của Pháp | Không tham dự Là thuộc địa của Pháp | Không tham dự Là thuộc địa của Pháp | Không tham dự Là thuộc địa của Pháp | Không tham dự Là thuộc địa của Pháp | Không tham dự Là thuộc địa của Pháp |                          |
| 1966          | Bỏ cuộc                             | Bỏ cuộc                             | Bỏ cuộc                             | Bỏ cuộc                             | Bỏ cuộc                             | Bỏ cuộc                             | Bỏ cuộc                             |                          |
| 1970 đến 1978 | Không vượt qua vòng loại            | Không vượt qua vòng loại            | Không vượt qua vòng loại            | Không vượt qua vòng loại            | Không vượt qua vòng loại            | Không vượt qua vòng loại            | Không vượt qua vòng loại            |                          |
| 1982          | Vòng 1                              | 3                                   | 2                                   | 0                                   | 1                                   | 5                                   | 5                                   |                          |
| 1986          | Vòng 1                              | 3                                   | 0                                   | 1                                   | 2                                   | 1                                   | 5                                   |                          |
| 1990 đến 2006 | Không vượt qua vòng loại            | Không vượt qua vòng loại            | Không vượt qua vòng loại            | Không vượt qua vòng loại            | Không vượt qua vòng loại            | Không vượt qua vòng loại            | Không vượt qua vòng loại            |                          |
| 2010          | Vòng 1                              | 3                                   | 0                                   | 1                                   | 2                                   | 0                                   | 2                                   |                          |
| 2014          | Vòng 2                              | 4                                   | 1                                   | 1                                   | 2                                   | 7                                   | 7                                   |                          |
| 2018 đến 2022 | Không vượt qua vòng loại            | Không vượt qua vòng loại            | Không vượt qua vòng loại            | Không vượt qua vòng loại            | Không vượt qua vòng loại            | Không vượt qua vòng loại            | Không vượt qua vòng loại            | Không vượt qua vòng loại |
| 2026 đến 2034 | Chưa xác định                       | Chưa xác định                       | Chưa xác định                       | Chưa xác định                       | Chưa xác định                       | Chưa xác định                       | Chưa xác định                       | Chưa xác định            |
| Tổng cộng     | 4/22 lần tham dự                    | 13                                  | 3                                   | 3                                   | 7                                   | 13                                  | 19                                  |                          |

### Cúp bóng đá châu Phi
Algérie đã có 2 lần vô địch châu Phi vào các năm 1990 và 2019.
| Cúp bóng đá châu Phi | Cúp bóng đá châu Phi                | Cúp bóng đá châu Phi                | Cúp bóng đá châu Phi                | Cúp bóng đá châu Phi                | Cúp bóng đá châu Phi                | Cúp bóng đá châu Phi                | Cúp bóng đá châu Phi                | Cúp bóng đá châu Phi                |
| Vòng chung kết: 20   | Vòng chung kết: 20                  | Vòng chung kết: 20                  | Vòng chung kết: 20                  | Vòng chung kết: 20                  | Vòng chung kết: 20                  | Vòng chung kết: 20                  | Vòng chung kết: 20                  | Vòng chung kết: 20                  |
| Năm                  | Vòng                                | Hạng                                | Pld                                 | W                                   | D                                   | L                                   | GF                                  | GA                                  |
| -------------------- | ----------------------------------- | ----------------------------------- | ----------------------------------- | ----------------------------------- | ----------------------------------- | ----------------------------------- | ----------------------------------- | ----------------------------------- |
| 1957 đến 1965        | Không tham dự là thuộc địa của Pháp | Không tham dự là thuộc địa của Pháp | Không tham dự là thuộc địa của Pháp | Không tham dự là thuộc địa của Pháp | Không tham dự là thuộc địa của Pháp | Không tham dự là thuộc địa của Pháp | Không tham dự là thuộc địa của Pháp | Không tham dự là thuộc địa của Pháp |
| 1968                 | Vòng 1                              | 6th                                 | 3                                   | 1                                   | 0                                   | 2                                   | 5                                   | 6                                   |
| 1970 đến 1978        | Không vượt qua vòng loại            | Không vượt qua vòng loại            | Không vượt qua vòng loại            | Không vượt qua vòng loại            | Không vượt qua vòng loại            | Không vượt qua vòng loại            | Không vượt qua vòng loại            | Không vượt qua vòng loại            |
| 1980                 | Á quân                              | 2nd                                 | 5                                   | 2                                   | 2                                   | 1                                   | 6                                   | 7                                   |
| 1982                 | Hạng tư                             | 4th                                 | 5                                   | 2                                   | 1                                   | 2                                   | 5                                   | 6                                   |
| 1984                 | Hạng ba                             | 3rd                                 | 5                                   | 3                                   | 2                                   | 0                                   | 8                                   | 1                                   |
| 1986                 | Vòng 1                              | 6th                                 | 3                                   | 0                                   | 2                                   | 1                                   | 2                                   | 3                                   |
| 1988                 | Hạng ba                             | 3rd                                 | 5                                   | 1                                   | 3                                   | 1                                   | 4                                   | 4                                   |
| 1990                 | Vô địch                             | 1st                                 | 5                                   | 5                                   | 0                                   | 0                                   | 13                                  | 2                                   |
| 1992                 | Vòng 1                              | 10th                                | 2                                   | 0                                   | 1                                   | 1                                   | 1                                   | 4                                   |
| 1994                 | Bị cấm tham dự                      | Bị cấm tham dự                      | Bị cấm tham dự                      | Bị cấm tham dự                      | Bị cấm tham dự                      | Bị cấm tham dự                      | Bị cấm tham dự                      | Bị cấm tham dự                      |
| 1996                 | Tứ kết                              | 5th                                 | 4                                   | 2                                   | 1                                   | 1                                   | 5                                   | 3                                   |
| 1998                 | Vòng 1                              | 15th                                | 3                                   | 0                                   | 0                                   | 3                                   | 2                                   | 5                                   |
| 2000                 | Tứ kết                              | 6th                                 | 4                                   | 1                                   | 2                                   | 1                                   | 5                                   | 4                                   |
| 2002                 | Vòng 1                              | 15th                                | 3                                   | 0                                   | 1                                   | 2                                   | 2                                   | 5                                   |
| 2004                 | Tứ kết                              | 8th                                 | 4                                   | 1                                   | 1                                   | 2                                   | 5                                   | 7                                   |
| 2006 đến 2008        | Không vượt qua vòng loại            | Không vượt qua vòng loại            | Không vượt qua vòng loại            | Không vượt qua vòng loại            | Không vượt qua vòng loại            | Không vượt qua vòng loại            | Không vượt qua vòng loại            | Không vượt qua vòng loại            |
| 2010                 | Hạng tư                             | 4th                                 | 6                                   | 2                                   | 1                                   | 3                                   | 4                                   | 10                                  |
| 2012                 | Không vượt qua vòng loại            | Không vượt qua vòng loại            | Không vượt qua vòng loại            | Không vượt qua vòng loại            | Không vượt qua vòng loại            | Không vượt qua vòng loại            | Không vượt qua vòng loại            | Không vượt qua vòng loại            |
| 2013                 | Vòng 1                              | 13th                                | 3                                   | 0                                   | 1                                   | 2                                   | 2                                   | 5                                   |
| 2015                 | Tứ kết                              | 6th                                 | 4                                   | 2                                   | 0                                   | 2                                   | 6                                   | 5                                   |
| 2017                 | Vòng 1                              | 10th                                | 3                                   | 0                                   | 2                                   | 1                                   | 5                                   | 6                                   |
| 2019                 | Vô địch                             | 1st                                 | 7                                   | 6                                   | 1                                   | 0                                   | 13                                  | 2                                   |
| 2021                 | Vòng 1                              | 21st                                | 3                                   | 0                                   | 1                                   | 2                                   | 1                                   | 4                                   |
| 2023                 | Vòng 1                              | 18th                                | 3                                   | 0                                   | 2                                   | 1                                   | 3                                   | 4                                   |
| 2025                 | Vượt qua vòng loại                  | Vượt qua vòng loại                  | Vượt qua vòng loại                  | Vượt qua vòng loại                  | Vượt qua vòng loại                  | Vượt qua vòng loại                  | Vượt qua vòng loại                  | Vượt qua vòng loại                  |
| 2027                 | Chưa xác định                       | Chưa xác định                       | Chưa xác định                       | Chưa xác định                       | Chưa xác định                       | Chưa xác định                       | Chưa xác định                       | Chưa xác định                       |
| Tổng cộng            | 2 lần vô địch                       | 20/34                               | 80                                  | 29                                  | 23                                  | 28                                  | 97                                  | 93                                  |

### Thế vận hội
Algérie mới một lần tham dự Thế vận hội và gây chấn động lớn khi lọt vào tứ kết ở ngay lần đầu tham dự.
- (Nội dung thi đấu dành cho cấp đội tuyển quốc gia cho đến kỳ Đại hội năm 1988)

| Thế vận hội       | Thế vận hội                         | Thế vận hội                         | Thế vận hội                         | Thế vận hội                         | Thế vận hội                         | Thế vận hội                         | Thế vận hội                         | Thế vận hội                         |
| Vòng chung kết: 1 | Vòng chung kết: 1                   | Vòng chung kết: 1                   | Vòng chung kết: 1                   | Vòng chung kết: 1                   | Vòng chung kết: 1                   | Vòng chung kết: 1                   | Vòng chung kết: 1                   | Vòng chung kết: 1                   |
| Năm               | Vòng                                | Hạng                                | Pld                                 | W                                   | D                                   | L                                   | GF                                  | GA                                  |
| ----------------- | ----------------------------------- | ----------------------------------- | ----------------------------------- | ----------------------------------- | ----------------------------------- | ----------------------------------- | ----------------------------------- | ----------------------------------- |
| 1908–1964         | Không tham dự là thuộc địa của Pháp | Không tham dự là thuộc địa của Pháp | Không tham dự là thuộc địa của Pháp | Không tham dự là thuộc địa của Pháp | Không tham dự là thuộc địa của Pháp | Không tham dự là thuộc địa của Pháp | Không tham dự là thuộc địa của Pháp | Không tham dự là thuộc địa của Pháp |
| 1968–1976         | Không vượt qua vòng loại            | Không vượt qua vòng loại            | Không vượt qua vòng loại            | Không vượt qua vòng loại            | Không vượt qua vòng loại            | Không vượt qua vòng loại            | Không vượt qua vòng loại            | Không vượt qua vòng loại            |
| 1980              | Tứ kết                              | 8th                                 | 4                                   | 1                                   | 1                                   | 2                                   | 4                                   | 5                                   |
| 1984–1988         | Không vượt qua vòng loại            | Không vượt qua vòng loại            | Không vượt qua vòng loại            | Không vượt qua vòng loại            | Không vượt qua vòng loại            | Không vượt qua vòng loại            | Không vượt qua vòng loại            | Không vượt qua vòng loại            |
| Tổng cộng         | Tứ kết                              | 1/19                                | 4                                   | 1                                   | 1                                   | 2                                   | 4                                   | 5                                   |

### Đại hội Thể thao châu Phi
- (Nội dung thi đấu dành cho cấp đội tuyển quốc gia cho đến kỳ Đại hội năm 1987)

Các cầu thủ Algeria ăn mừng chức vô địch Cúp bóng đá Ả Rập 2021

| Đại hội Thể thao châu Phi | Đại hội Thể thao châu Phi | Đại hội Thể thao châu Phi | Đại hội Thể thao châu Phi | Đại hội Thể thao châu Phi | Đại hội Thể thao châu Phi | Đại hội Thể thao châu Phi | Đại hội Thể thao châu Phi | Đại hội Thể thao châu Phi |
| Vòng chung kết: 3         | Vòng chung kết: 3         | Vòng chung kết: 3         | Vòng chung kết: 3         | Vòng chung kết: 3         | Vòng chung kết: 3         | Vòng chung kết: 3         | Vòng chung kết: 3         | Vòng chung kết: 3         |
| Năm                       | Vòng                      | Hạng                      | Pld                       | W                         | D                         | L                         | GF                        | GA                        |
| ------------------------- | ------------------------- | ------------------------- | ------------------------- | ------------------------- | ------------------------- | ------------------------- | ------------------------- | ------------------------- |
| 1965                      | Hạng tư                   | 4th                       | 5                         | 2                         | 0                         | 3                         | 6                         | 5                         |
| 1973                      | Vòng bảng                 | 5th                       | 3                         | 1                         | 1                         | 1                         | 6                         | 6                         |
| 1978                      | Huy chương vàng           | 1st                       | 5                         | 4                         | 1                         | 0                         | 9                         | 2                         |
| 1987                      | Bị cấm tham dự            | Bị cấm tham dự            | Bị cấm tham dự            | Bị cấm tham dự            | Bị cấm tham dự            | Bị cấm tham dự            | Bị cấm tham dự            | Bị cấm tham dự            |
| Tổng cộng                 | 1 lần huy chương vàng     | 3/4                       | 25                        | 11                        | 4                         | 10                        | 32                        | 29                        |

### Cúp bóng đá Ả Rập
| Cúp bóng đá Ả Rập | Cúp bóng đá Ả Rập | Cúp bóng đá Ả Rập | Cúp bóng đá Ả Rập | Cúp bóng đá Ả Rập | Cúp bóng đá Ả Rập | Cúp bóng đá Ả Rập | Cúp bóng đá Ả Rập | Cúp bóng đá Ả Rập |
| Vòng chung kết: 3 | Vòng chung kết: 3 | Vòng chung kết: 3 | Vòng chung kết: 3 | Vòng chung kết: 3 | Vòng chung kết: 3 | Vòng chung kết: 3 | Vòng chung kết: 3 | Vòng chung kết: 3 |
| Năm               | Vòng              | Hạng              | Pld               | W                 | D                 | L                 | GF                | GA                |
| ----------------- | ----------------- | ----------------- | ----------------- | ----------------- | ----------------- | ----------------- | ----------------- | ----------------- |
| 1963–1985         | Không tham dự     | Không tham dự     | Không tham dự     | Không tham dự     | Không tham dự     | Không tham dự     | Không tham dự     | Không tham dự     |
| 1988              | Vòng bảng         | 5th               | 4                 | 1                 | 2                 | 1                 | 3                 | 3                 |
| 1992              | Không tham dự     | Không tham dự     | Không tham dự     | Không tham dự     | Không tham dự     | Không tham dự     | Không tham dự     | Không tham dự     |
| 1998              | Vòng bảng         | 10th              | 2                 | 0                 | 1                 | 1                 | 0                 | 3                 |
| 2002–2012         | Không tham dự     | Không tham dự     | Không tham dự     | Không tham dự     | Không tham dự     | Không tham dự     | Không tham dự     | Không tham dự     |
| 2021              | Vô địch           | 1st               | 6                 | 4                 | 2                 | 0                 | 13                | 4                 |
| Tổng cộng         | 1 lần vô địch     | 3/10              | 12                | 5                 | 5                 | 2                 | 16                | 10                |

## Kết quả thi đấu

### 2024
| 5 tháng 1 Giao hữu | Togo A' | 0–3          | Algérie                             | Lomé, Togo                                                                               |  |
| 21:00 UTC±0        |         | Report (FAF) | - Bensebaini 22', 70' - Slimani 55' | Sân vận động: Sân vận động Kégué Lượng khán giả: 5,000 Trọng tài: Raphiou Ligali (Bénin) |  |

| 9 tháng 1 Giao hữu | Burundi | 0–4 | Algérie                                                  | Lomé, Togo                                                                         |  |
| 15:00 UTC±0        |         |     | - Bounedjah 1' - Mahrez 39' - Slimani 87' - Amoura 90+3' | Sân vận động: Sân vận động Kégué Lượng khán giả: 0 Trọng tài: Aklesso Gnama (Togo) |  |

| 15 tháng 1 CAN 2023 | Algérie       | 1–1      | Angola               | Bouaké, Bờ Biển Ngà                                                                |  |
| 20:00 UTC±0         | Bounedjah 18' | Chi tiết | Mabululu 68' (ph.đ.) | Sân vận động: Stade de la Paix Lượng khán giả: 19,740 Trọng tài: Issa Sy (Sénégal) |  |

| 20 tháng 1 CAN 2023 | Algérie              | 2–2      | Burkina Faso                      | Bouaké, Bờ Biển Ngà                                                                     |  |
| 14:00 UTC±0         | Bounedjah 51', 90+5' | Chi tiết | Konaté 45+3' · Traoré 71' (ph.đ.) | Sân vận động: Stade de la Paix Lượng khán giả: 33,501 Trọng tài: Abongile Tom (Nam Phi) |  |

| 23 tháng 1 CAN 2023 | Mauritanie | 1–0      | Algérie | Bouaké, Bờ Biển Ngà                                                                              |  |
| 20:00 UTC±0         | Yali 37'   | Chi tiết |         | Sân vận động: Stade de la Paix Lượng khán giả: 28,010 Trọng tài: Omar Abdulkadir Artan (Somalia) |  |

| 22 tháng 3 FIFA Series 2024 | Algérie                                          | 3–2      | Bolivia                       | Algiers, Algérie                                                               |  |
| 22:00 UTC+1                 | - A. Gouiri 43' - Y. Benzia 79' - A. Mandi 90+3' | Chi tiết | - Algarañaz 47' - Sagredo 70' | Sân vận động: Sân vận động Nelson Mandela Trọng tài: Dahane Beida (Mauritanie) |  |

| 26 tháng 3 FIFA Series 2024 | Algérie                         | 3–3      | Nam Phi                          | Algiers, Algérie                                                             |  |
| 22:00 UTC+1                 | - Benzia 22', 70' - Brahimi 53' | Chi tiết | - Zwane 34', 45+5' - Rayners 66' | Sân vận động: Sân vận động Nelson Mandela Trọng tài: Amir Loussaif (Tunisia) |  |

| 6 tháng 6 Vòng loại FIFA World Cup 2026 | Algérie            | 1–2      | Guinée                         | Algiers, Algérie                                                                                             |  |
| 20:00 UTC+1                             | - Baldé 52' (l.n.) | Chi tiết | - M. Sylla 50' - A. Camara 63' | Sân vận động: Sân vận động Nelson Mandela Lượng khán giả: 32,000 Trọng tài: Bamlak Tessema Weyesa (Ethiopia) |  |

| 10 tháng 6 Vòng loại FIFA World Cup 2026 | Uganda        | 1–2      | Algérie                    | Kampala, Uganda                                                                            |  |
| 19:00 UTC+3                              | - Mutyaba 10' | Chi tiết | - Aouar 46' - Benrahma 58' | Sân vận động: Sân vận động Quốc gia Mandela Trọng tài: Adissa Abdul Raphiou Ligali (Bénin) |  |

| 2 tháng 9 Vòng loại CAN 2025 | Algérie | v | Guinea Xích Đạo |  |  |
|                              |         |   |                 |  |  |

| 6 tháng 9 Vòng loại CAN 2025 | Liberia | v | Algérie |  |  |
|                              |         |   |         |  |  |

| 11 tháng 10 Vòng loại CAN 2025 | Algérie | v | Togo |  |  |
|                                |         |   |      |  |  |

| 15 tháng 10 Vòng loại CAN 2025 | Togo | v | Algérie |  |  |
|                                |      |   |         |  |  |

| 11 tháng 11 Vòng loại CAN 2025 | Guinea Xích Đạo | v | Algérie |  |  |
|                                |                 |   |         |  |  |

| 15 tháng 11 Vòng loại CAN 2025 | Algérie | v | Liberia |  |  |
|                                |         |   |         |  |  |

## Đội hình hiện tại
Đây là đội hình tham dự CAN 2023.
Số liệu thống kê tính đến ngày 9 tháng 1 năm 2024, sau trận gặp Burundi.

| Số | VT | Cầu thủ                   | Ngày sinh (tuổi)  | Trận | Bàn | Câu lạc bộ          |
| -- | -- | ------------------------- | ----------------- | ---- | --- | ------------------- |
| 1  | TM | Moustapha Zeghba          | 21 tháng 11, 1990 | 7    | 0   | Damac               |
| 16 | TM | Anthony Mandrea           | 25 tháng 12, 1996 | 11   | 0   | Caen                |
| 23 | TM | Raïs M'Bolhi              | 25 tháng 4, 1986  | 96   | 0   | CR Belouizdad       |
| 26 | TM | Oussama Benbot            | 11 tháng 10, 1994 | 0    | 0   | USM Alger           |
|    |    |                           |                   |      |     |                     |
| 2  | HV | Aïssa Mandi               | 22 tháng 10, 1991 | 90   | 4   | Villarreal          |
| 3  | HV | Kevin Van Den Kerkhof     | 14 tháng 3, 1996  | 6    | 0   | Metz                |
| 4  | HV | Mohamed Amine Tougai      | 22 tháng 1, 2000  | 13   | 1   | Espérance de Tunis  |
| 5  | HV | Ahmed Touba               | 13 tháng 3, 1998  | 14   | 1   | Lecce               |
| 15 | HV | Rayan Aït-Nouri           | 6 tháng 6, 2001   | 5    | 0   | {{{câu lạc bộ}}}    |
| 20 | HV | Youcef Atal               | 17 tháng 5, 1996  | 35   | 2   | Nice                |
| 21 | HV | Ramy Bensebaini           | 16 tháng 4, 1995  | 59   | 8   | Borussia Dortmund   |
| 24 | HV | Zineddine Belaïd          | 20 tháng 3, 1999  | 2    | 0   | USM Alger           |
| 25 | HV | Yasser Larouci            | 1 tháng 1, 2001   | 3    | 0   | Sheffield United    |
|    |    |                           |                   |      |     |                     |
| 6  | TV | Ramiz Zerrouki            | 26 tháng 5, 1998  | 28   | 3   | Feyenoord           |
| 10 | TV | Sofiane Feghouli          | 26 tháng 12, 1989 | 82   | 19  | Fatih Karagümrük    |
| 11 | TV | Houssem Aouar             | 30 tháng 6, 1998  | 6    | 2   | Roma                |
| 14 | TV | Hicham Boudaoui           | 23 tháng 9, 1999  | 17   | 0   | Nice                |
| 17 | TV | Farès Chaïbi              | 28 tháng 11, 2002 | 10   | 2   | Eintracht Frankfurt |
| 19 | TV | Nabil Bentaleb            | 24 tháng 11, 1994 | 45   | 5   | Lille               |
| 22 | TV | Ismaël Bennacer           | 1 tháng 12, 1997  | 47   | 2   | Milan               |
|    |    |                           |                   |      |     |                     |
| 7  | TĐ | Riyad Mahrez (đội trưởng) | 21 tháng 2, 1991  | 91   | 31  | Al-Ahli             |
| 8  | TĐ | Youcef Belaïli            | 14 tháng 3, 1992  | 50   | 9   | MC Alger            |
| 9  | TĐ | Baghdad Bounedjah         | 24 tháng 11, 1991 | 64   | 27  | Al-Sadd             |
| 12 | TĐ | Adam Ounas                | 11 tháng 11, 1996 | 24   | 5   | Lille               |
| 13 | TĐ | Islam Slimani             | 18 tháng 6, 1988  | 99   | 46  | Coritiba            |
| 18 | TĐ | Mohamed Amoura            | 9 tháng 5, 2000   | 21   | 6   | Union SG            |

### Triệu tập gần đây
| Vt | Cầu thủ            | Ngày sinh (tuổi)  | Số trận | Bt | Câu lạc bộ         | Lần cuối triệu tập                 |
| -- | ------------------ | ----------------- | ------- | -- | ------------------ | ---------------------------------- |
| TM | Teddy Boulhendi    | 9 tháng 4, 2001   | 0       | 0  | Nice               | 2023 Africa Cup of Nations PRE     |
| TM | Gaya Merbah        | 22 tháng 7, 1994  | 0       | 0  | IR Tanger          | 2023 Africa Cup of Nations PRE     |
| TM | Alexandre Oukidja  | 19 tháng 7, 1988  | 6       | 0  | Metz               | v. Niger, 23 March 2023 RET        |
|    |                    |                   |         |    |                    |                                    |
| HV | Faouzi Ghoulam     | 1 tháng 2, 1991   | 37      | 5  | Hatayspor          | 2023 Africa Cup of Nations PRE     |
| HV | Djamel Benlamri    | 25 tháng 12, 1989 | 29      | 0  | MC Alger           | 2023 Africa Cup of Nations PRE     |
| HV | Abdelkader Bedrane | 2 tháng 4, 1992   | 23      | 0  | Damac              | 2023 Africa Cup of Nations PRE     |
| HV | Mehdi Zeffane      | 19 tháng 5, 1992  | 15      | 0  | Clermont           | 2023 Africa Cup of Nations PRE     |
| HV | Mehdi Léris        | 23 tháng 5, 1998  | 4       | 0  | Stoke City         | 2023 Africa Cup of Nations PRE     |
| HV | Haithem Loucif     | 8 tháng 7, 1996   | 3       | 0  | Yverdon-Sport      | 2023 Africa Cup of Nations PRE     |
| HV | Jaouen Hadjam      | 26 tháng 3, 2003  | 2       | 0  | Nantes             | 2023 Africa Cup of Nations PRE     |
|    |                    |                   |         |    |                    |                                    |
| TV | Yacine Brahimi     | 8 tháng 2, 1990   | 64      | 11 | Al-Gharafa         | 2023 Africa Cup of Nations PRE     |
| TV | Rachid Ghezzal     | 9 tháng 5, 1992   | 22      | 1  | Beşiktaş           | 2023 Africa Cup of Nations PRE     |
| TV | Adem Zorgane       | 6 tháng 1, 2000   | 10      | 0  | Sporting Charleroi | 2023 Africa Cup of Nations PRE     |
| TV | Amir Sayoud        | 30 tháng 9, 1990  | 4       | 1  | Al-Raed            | 2023 Africa Cup of Nations PRE     |
| TV | Himad Abdelli      | 17 tháng 11, 1999 | 2       | 0  | Angers             | 2023 Africa Cup of Nations PRE     |
| TV | Abdelkahar Kadri   | 24 tháng 6, 2000  | 1       | 0  | Kortijk            | 2023 Africa Cup of Nations PRE     |
| TV | Victor Lekhal      | 27 tháng 2, 1994  | 1       | 0  | Umm Salal          | 2023 Africa Cup of Nations PRE     |
| TV | Bachir Belloumi    | 1 tháng 6, 2002   | 0       | 0  | Farense            | 2023 Africa Cup of Nations PRE     |
| TV | Haris Belkebla     | 28 tháng 1, 1994  | 5       | 0  | Brest              | v. Tunisia, 20 June 2023           |
| TV | Oussama Chita      | 31 tháng 10, 1996 | 4       | 0  | USM Alger          | v. Tunisia, 20 June 2023           |
|    |                    |                   |         |    |                    |                                    |
| TĐ | Saïd Benrahma      | 10 tháng 8, 1995  | 23      | 1  | West Ham           | 2023 Africa Cup of Nations PRE     |
| TĐ | Andy Delort        | 9 tháng 10, 1991  | 15      | 2  | Umm Salal          | 2023 Africa Cup of Nations PRE     |
| TĐ | Amine Gouiri       | 16 tháng 2, 2000  | 4       | 0  | Rennes             | 2023 Africa Cup of Nations PRE INJ |
| TĐ | Billal Brahimi     | 14 tháng 3, 2000  | 4       | 0  | Brest              | 2023 Africa Cup of Nations PRE     |
| TĐ | Farid El Melali    | 5 tháng 5, 1997   | 3       | 0  | Angers             | 2023 Africa Cup of Nations PRE     |
| TĐ | Badredine Bouanani | 8 tháng 12, 2004  | 2       | 0  | Nice               | 2023 Africa Cup of Nations PRE     |
| TĐ | Aymen Mahious      | 15 tháng 9, 1997  | 1       | 0  | Yverdon-Sport      | 2023 Africa Cup of Nations PRE     |

Chú thích
INJ Cầu thủ rút lui vì chấn thương.

RET Đã giã từ đội tuyển quốc gia.

### Kỷ lục
Dưới đây là danh sách 10 cầu thủ chơi nhiều trận nhất và ghi nhiều bàn thắng nhất tính đến ngày 9 tháng 1 năm 2024.

Cầu thủ in đậm vẫn còn thi đấu ở đội tuyển quốc gia.
| # | Tên cầu thủ         | Thời gian thi đấu | Số trận | Bàn thắng |
| - | ------------------- | ----------------- | ------- | --------- |
| 1 | Lakhdar Belloumi    | 1978–1989         | 100     | 27        |
| 2 | Islam Slimani       | 2012–             | 99      | 46        |
| 3 | Raïs M'Bolhi        | 2010–             | 96      | 0         |
| 4 | Riyad Mahrez        | 2014–             | 91      | 31        |
| 5 | Aïssa Mandi         | 2014–             | 90      | 4         |
| 6 | Rabah Madjer        | 1978–1992         | 86      | 29        |
| 7 | Sofiane Feghouli    | 2012–             | 78      | 19        |
| 8 | Billel Dziri        | 1992–2005         | 81      | 9         |
| 9 | Djamel Menad        | 1980–1995         | 79      | 25        |
| 9 | Abdelhafid Tasfaout | 1990–2002         | 79      | 34        |

| #  | Tên cầu thủ         | Thời gian thi đấu | Bàn thắng | Số trận | Hiệu suất |
| -- | ------------------- | ----------------- | --------- | ------- | --------- |
| 1  | Islam Slimani       | 2012–             | 46        | 99      | 0.45      |
| 2  | Abdelhafid Tasfaout | 1990–2002         | 34        | 79      | 0.43      |
| 3  | Riyad Mahrez        | 2014–             | 31        | 91      | 0.35      |
| 4  | Rabah Madjer        | 1978–1992         | 29        | 86      | 0.34      |
| 5  | Lakhdar Belloumi    | 1978–1989         | 27        | 100     | 0.27      |
| 5  | Baghdad Bounedjah   | 2014–             | 27        | 64      | 0.42      |
| 7  | Djamel Menad        | 1980–1995         | 25        | 79      | 0.32      |
| 8  | Hillal Soudani      | 2010–2021         | 24        | 56      | 0.43      |
| 9  | Tedj Bensaoula      | 1979–1986         | 20        | 52      | 0.38      |
| 10 | Sofiane Feghouli    | 2012–             | 19        | 82      | 0.24      |